# Németország Anarchista Pogo Pártja
Németország Anarchista Pogo Pártja (németül Anarchistische Pogo-Partei Deutschlands vagy 'APPD') egy párt Németországban; öndefiníciója szerint a csőcselék (német Pöbel) és a „szociális paraziták” pártja. Két punk alapította 1981-ben Hannoverben. Az 1998-as német választásokon azzal az ígérettel indultak, hogy ingyen sört fizetnek a választóknak. A párt hivatalos sajtóorgánuma az Armes Deutschland ("Szegény Németország").
A 2005-ös német választásokon indulva az APPD kancellárjelöltje Wolfgang Wendland, a Die Kassierer nevű német punkzenekar vezető énekese volt.

## Céljaik
- Jog a munkanélküliségre teljes fizetéssel
- Fiatalsági nyugdíj öregségi nyugdíj helyett
- Kötelező oktatás eltörlése
- Fizikai szerelmi központok létrehozása
- A rendőrség megszüntetése
- Minden drog legalizálása
- Eltörölni a jogot a tüntetésre, ha az előre bejelentetten történik
- Totale Rückverdummung („Teljes újraelhülyülés”) és az emberiség balkanizálása

Ideológiájuk a pogo-anarchizmus, ami nem keverendő össze az anarchizmussal (több a különbség, mint az azonosság). Pogo-anarchista párt az Amerikai Egyesült Államokban is működik, az Amerikai Anarchista Pogo Párt, amelyet 2004-ben alapítottak és céljai megegyeznek a német pogo-anarchisták céljaival. 

## Története
A pártot 1981-ben két 17 éves punk alapította, akik közül az egyik beceneve Zewa volt (a papírzsebkendő-márkáról), a másiké Kotze (azaz „hányadék”). A következő évben sok punk csatlakozott a párthoz és számos tüntetést szerveztek, amelyeknek néha a rendőrség vetett véget, és gyakran vezettek letartóztatásokhoz. A párt 1986-ban feloszlott, de 1994-ben újra létrehozták, sőt a választásokon is indulni akartak.
1997-ben a hamburgi helyi választásokon az APPD 5,3%-ot szerzett St. Pauli kerületben és helyileg a negyedik legerősebb párt lett. 1998-ban a párt Karl Nagelt indította kancellárjelöltnek, olyan jelmondatokkal, mint „Arbeit ist Scheiße” („A munka szar”), vagy „Saufen! Saufen! Jeden Tag nur saufen” („Inni, inni, minden nap csak inni”). Nem sikerült azonban elérniük a 0,5%-os küszöböt, ami anyagilag már lehetővé tette volna, hogy a párt beváltsa ígéretét és ingyen sört fizessen. A kapott 35 ezer szavazat azonban annyit legalább jelentett, hogy az APPD lekörözte például a Német Kommunista Pártot (DKP). 
A párt 1999-ben megint feloszlott, de 2000-ben ismét újraalapították, Münchenben, a 2002-es Bundestag választásokon mégsem indult. A párt összegyűjtötte a megfelelő számú aláírást a 2004-es Európai Parlamenti választásokon való részvételhez, Christoph Grossmann pártelnök hibájából azonban az aláírások nem érkeztek be időben a regisztrációhoz. 2006-ban már két anarchista pogo párt létezett, amelyek az APPD-ből szakadtak ki: a Pogo-Partei és a DEPP (Deutsche Einheits Pogo Partei – Egyesült Német Pogo Párt). „Depp” egyébként idiótát jelent.

## Külső hivatkozások
- Az APPD Berlinben Archiválva 2021. november 26-i dátummal a Wayback Machine-ben